# Communauté de communes du Pays de Cassel
De Communauté de communes du Pays de Cassel (lett. 'Gemeenschap van gemeenten van het Land van Kassel') is een voormalig gemeentelijk samenwerkingsverband (intercommunalité) in het midden van de Franse Westhoek. Op 1 januari 2014 is deze opgegaan in de nieuw gevormde Intercommunale Binnen-Vlaanderen.
Het samenwerkingsverband bestond uit alle gemeenten in het eveneens voormalige kanton Kassel.